# Elbit Systems

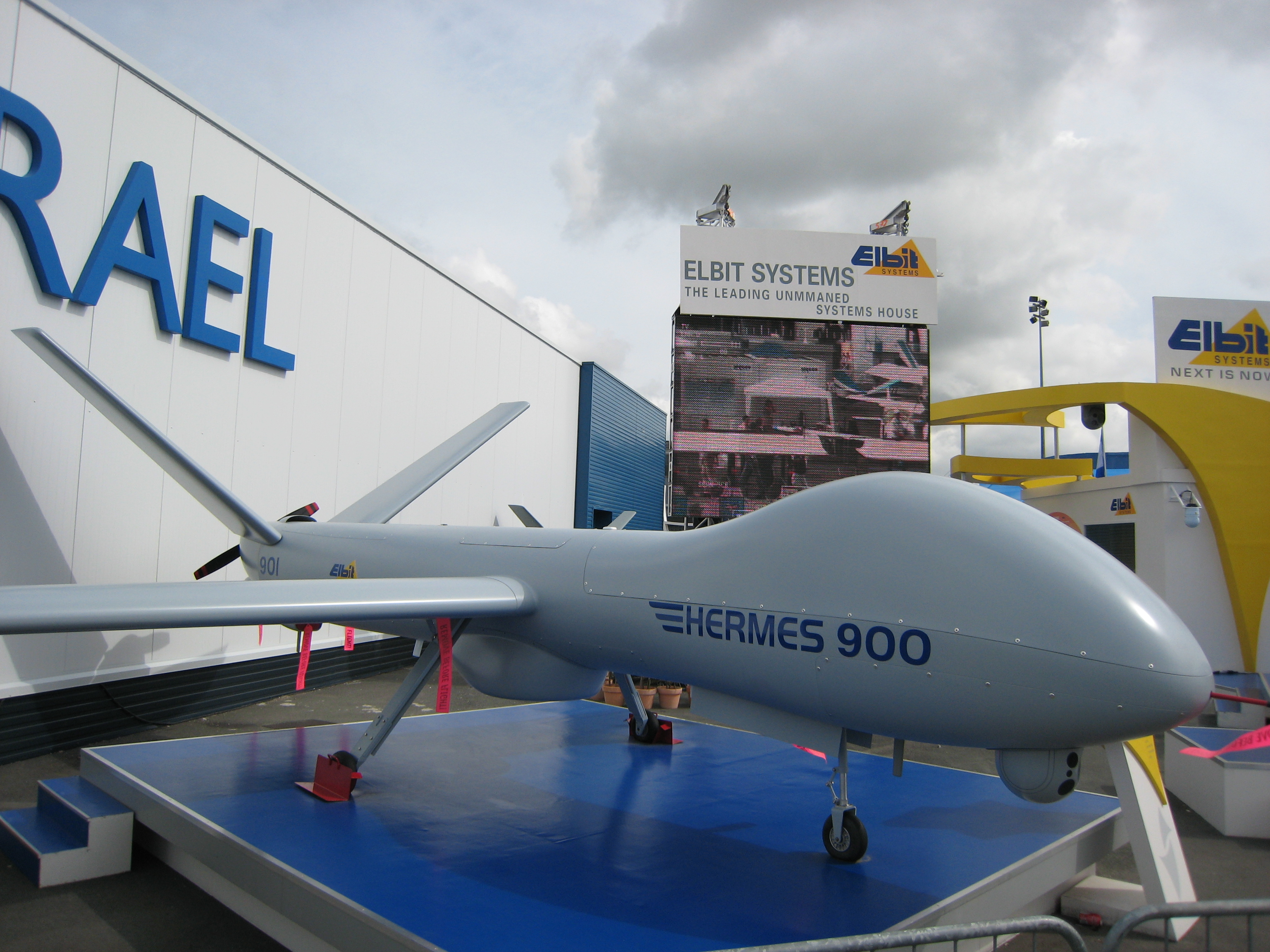
Elbit Hermes 900.

Elbit Systems Ltd. NASDAQ: ESLT es una de las principales empresas tecnológicas fabricantes de materiales electrónicos de defensa en Israel. Creada en 1966, y con sede en la ciudad de Haifa, y cuenta con acerca de 5000 empleados.
Elbit también tiene presencia en el territorio de los Estados Unidos, como son las empresas IEI en Talladega (Alabama), Kollsman en Merrimack (Nuevo Hampshire), y EFW en Fort Worth (Texas), situándose en esta última las oficinas centrales que coordinan las sedes estadounidenses.
En 2005, creó conjuntamente una compañía en el Reino Unido con Thales, la UAV Tactical Systems Ltd. (U-TacS), de cara al desarrollo del UAV Watchkeeper WK450 para servir en el Ejército Británico. La subsidiaria de Elbit, EFW, también creó conjuntamente de una compañía con Rockwell Collins, la Visión Systems International (VSI).
Elbit cotiza en el Mercado de Valores de Tel Aviv así como en el NASDAQ.
Elbit Systems es uno de los mayores fabricantes de productos electrónicos de defensa. Creada en 1966 y con base en Haifa, Israel, Elbit tiene más de 11.000 trabajadores en el mundo.
Elbit y sus subsidiarios contribuyen de forma directa como proveedores de Ministerios de Defensa por medio de vehículos aéreos no-tripulados (VANT) y por medio del suministro de sistemas de vigilancia electrónicos a lo largo de fronteras.
Cuenta con una gran experiencia de campo. Por ejemplo, Los VANT de Elbit pueden ser vendidos en el mercado mundial como equipamiento “testeado en combate”, lo que los hace más atractivos y por lo tanto incentiva su adquisición por ejércitos de otros países. De la misma forma, la experiencia ganada por la construcción y mantenimiento de cercas de seguridad en Israel, contribuyó de forma directa a que Elbit ganara el contrato para proveer la tecnología para la cerca de la frontera entre Estados Unidos México.

## Historia

### Primeros pasos – la división dentro de Elron
Elbit System fue fundada por Elron Electronic Industries, la cual combinaba la experiencia en diseño de computadores especiales dentro del Instituto de Investigación de Defensa del Ministerio de Defensa de Israel con la experiencia de Elron en el diseño, producción y administración de productos electrónicos (inicialmente bajo el nombre Elbit Computers). De forma continuada Elbit se expandió desarrollando y produciendo apoyo logístico para el lanzamiento de armas, y sistemas de navegación para la mayoría de las aéreo naves israelitas. De esta manera estableció un paquete de combate aéreo para el avión de combate IAI Lavi, y produciendo un sistema de control de fuego para el tanque Merkava.
En 1996, Elbit se dividió en tres empresas independientes:
Elbit Medical Imaging – Entre 1999 y el 2000 Elscint (otra filial de Elron) y Elbit Medical Imaging vendieron sus actividades de formación de imágenes a General Electric Medical Systems y a Picker (ahora parte de Philps Medical Systems) por aproximadamente $600 millones.
Elbit Systems – Creada como el brazo de equipos electrónicos de defensa de Elbit, la empresa tuvo en primera instancia una oferta pública en la bolsa de NASDAQ y terminó su primer día con acciones por valor de $7.74 (el 25 de agosto de 2009 consiguió su máximo histórico con un valor de $70,69).
Elbit – El cual se enfocó en actividades de comunicación y en 1999 lideró el consorcio que fundó Partner Communications Company Ltd, la primera operadora de Sistemas Mundiales de Celulares (GSM por sus siglas en inglés). En el 2002 Elbit fue fusionada a Elron. Elron vendió sus acciones en Partner entre el 2003 – 2006 por aproximadamente $160 millones.

### Fusión con El-Op
En el 2000 Elbit Systems se fusionó con El-Op (empresa controlada por el actual presidente, Michael Federmann), creando la mayor empresa no gubernamental de equipos electrónicos de defensa en Israel, aumentando el valor de Elbit Systems que en el 2004 permitió a Elron vender sus acciones en Elbit Systems por aproximadamente $200 millones. Siguiendo la fusión con El-Op, Michal Federmann surgió como el mayor accionista de ambos grupos.

## Adquisición de Elisra
Elisra Group es un fabricante israelí de sistemas electro-ópticos anteriormente propiedad de Elbit Systems (70%) e Israel Aerospace Industries (IAI) (30%), sin embargo Elbit adquirió parte del IAI por 24 millones de $ y Elisra ahora es una subsidiaria de Elbit.

## Principales subsidiarias
Las principales subsidiarias y empresas afiliadas a Elbit, incluyen Elbit Systems Electro-Optics Industries Elop, Cyclone Aviation Product (Cyclone), Tadiran Communication, Silver Arrow, Ortek y Elisra. Entre los productos producidos por Elbit se encuentran El Computador Táctico de Aumento, y el Elbit Hermes 450.

## Presencia mundial

### Brasil
Aeroelectrónica (AEL) es una empresa brasilera que tiene más de dos décadas de experiencia en la industria de defensa. En 2001 AEL se fusionó como parte de Elbit Systems Group

### EE. UU.
Elbit también es dueña de varias empresas en EE. UU. por medio de su subsidiaria Elbit Systems of America (ESA)
EFW en Fort Worth, Texas (las dependencias de EFW también son las oficinas de ESA) Entre otros programas EFW produce varios componentes para el F-16, V-22 y el Vehículo de Combate Bradley.
IEI en Talladega, Alabama
Kollsman en Merrimack, New Hampshire o Kollsman es subcontratista de Boing en SBInet, un sistema de seguridad de alta tecnología para la frontera entre EE. UU. y México en conjunto con el Departamento de Seguridad Nacional de EE. UU.
Talla-Com en Tallahassee, Floria
Innovative Concepts, Inc (ICI) en McLean, Virginia
VSI en San Jose, California (empresa conjunta con Rockwell Collins, antes conocida como Vision Systems International)

### Reino Unido
En el 2005 Elbit estableció una empresa conjunta en el Reino Unido con Thales, UAV Tactical Systems Ltd (U-TacS), desarrollando el Watchkeeper WK450 para el ejército Británico. El 7 de diciembre de 2007 fue anunciado que QuinetiQ LSE se sumaría al programa como sub-contratista para proveer el servicio de testeo en ParcAberporth, Gales del Oeste.

### Argentina

#### Tanque Argentino Mediano
La República Argentina firmó un contrato con Elbit Systems para realizar una modernización de sus tanque TAM (Siglas de Tanque Argentino Mediano). Se planea hacer los siguientes agregados:
- nueva torreta más espaciosa que permita almacenar más munición.
- cámaras infrarrojas.
- nuevos sistemas de comunicación.
- cámaras y pantallas a color para intercambiar la información con los demás vehículos en el campo de batalla.
- más planchas de blindaje.
- contramedidas electrónicas.
- un sistema para disipar el calor del cañón y evitar su recalentamiento
- motor eléctrico de emergencia.

#### I.A. 63 Pampa
El IA-63 Pampa es un avión biplaza de entrenamiento y con capacidad de combate, diseñado a finales de los años 70 por la Fábrica Argentina de Aviones (FAdeA). 
1) En 2001-2004, se incluyeron las modificaciones de la estructura de la aeronave y la actualización de la aviónica, para ser utilizado como entrenador avanzado para los futuros pilotos del A-4 AR.
La aviónica incluye: Mission Computer (MC), moderna cabina equipada con HUD, UFCP, CTVS, HOTAS, MFCD (5 "x7"), DVR, Enhanced Navigation System RNAV, STBY ADI & Compass, y nuevos instrumentos de vuelo de respaldo, IFF, RALT, GPS.
Nuevo sistema de armamento, que permite la ejecución avanzada de las misiones Air to Air Close Air Support (CAS) y Air-to-Air.
El programa incluyó un Soporte Logístico Integrado (ILS), sistemas de Información / Debriefing que incluyen GSE (Equipo de Soporte Terrestre) para la planificación de la Misión y el Mantenimiento del Nivel I & O.
2) El cambio de diseño de la cabina de cristal del IA-63 Pampa, fue la segunda actualización a cargo de la empresa israelí Elbit Systems. La actualización se basa en conceptos F-16C / D e incluye cabinas de vidrio compatibles con FWD y AFT NVG: 3X MFCD (5 "x7") con interruptores de selección de opciones (OSS), unidad de adquisición de datos digitales para motor y Sistemas de A / C (DAU), ADAHRS, Casco TARGO ™, Entrenamiento Virtual Integrado (EVA) y nuevos paneles de activación.

## Industria

### VANT
Elbit diseña y proporciona Sistemas de Aeronaves No Tripuladas integradas para una gran gama de aplicaciones. Diseñan y producen una variedad de plataformas VANT, incluyendo a Hermes y la familia de VANT Skylark. Elbit también diseña y proporciona elementos de comando y control que pueden ser adaptados para varios tipos de Sistemas de Aeronaves No Tripuladas. Diseña y suministra motores, enlaces de datos y comunicación de inteligencia. La tecnología de Sistemas de Aeronaves también ha sido usada para vehículos no-tripulados de tierra y vehículos anfibios no tripulados.

### Aeronaves militares y sistema de helicóptero
Elbit cuenta con un extenso portafolio de sistemas óptico-electrónicos y productos para productores y usuarios de aeronaves militares. Los sistemas y productos están diseñados para aumentar la capacidad operativa y extender los ciclos de vida de las aeronaves.
Sistemas navales
El sistema naval de Elbi incluye sistemas de combates navales y el administrador C4I, sistema de integración de combate de abordaje, sistema de observación naval electro-óptico, entrenadores navales tácticos, sistemas de medición electrónicos de superficie y para submarinos.

## Elbit y la Unión Europea
La Unión Europea decidió en los últimos años que las empresas de armas pueden recibir financiamiento para “investigación para la seguridad”. Diez de los primeros 45 proyectos descritos por la UE como “investigación para la seguridad” han involucrado a empresas, académicos o instituciones estatales de Israel.
Elbit, es parte del proyecto llamado CAPECON (del inglés: Aplicaciones civiles y efectividad económica de la potencial configuración de VANT). Su objetivo es entregar un plan para volar VANT en el espacio aéreo civil para el 2015.